# Aeroportul Internațional Phu Quoc
Aeroportul Internațional Phu Quoc (Sân bay quốc tế Phú Quốc, Cảng hàng không quốc tế Phú Quốc, IATA: PQC, ICAO: VVPQ) este un aeroport în estul districtului Phu Quoc din Kien Giang, Vietnam. Este nodul principal pentru Vietnam Airlines. Construcția a început în noiembrie 2008 și s-a terminat în noiembrie 2012. Aeroportul a început să funcționeze de la 2 decembrie 2012. Acesta a înlocuit vechiul aeroport și este capabil de a deservi 2,6 milioane de pasageri pe an. Acesta va fi extins la 4 milioane de euro în 2020, 7 milioane de pasageri pe an, până în 2030.

## Linii aeriene
- Air Mekong (Ho Și Min (oraș), Hanoi)
- Vietnam Airlines (Ho Și Min (oraș), Hanoi, Can Tho, Rach Gia)
- VietJet Air (Ho Și Min (oraș))